# Перевідник вогню

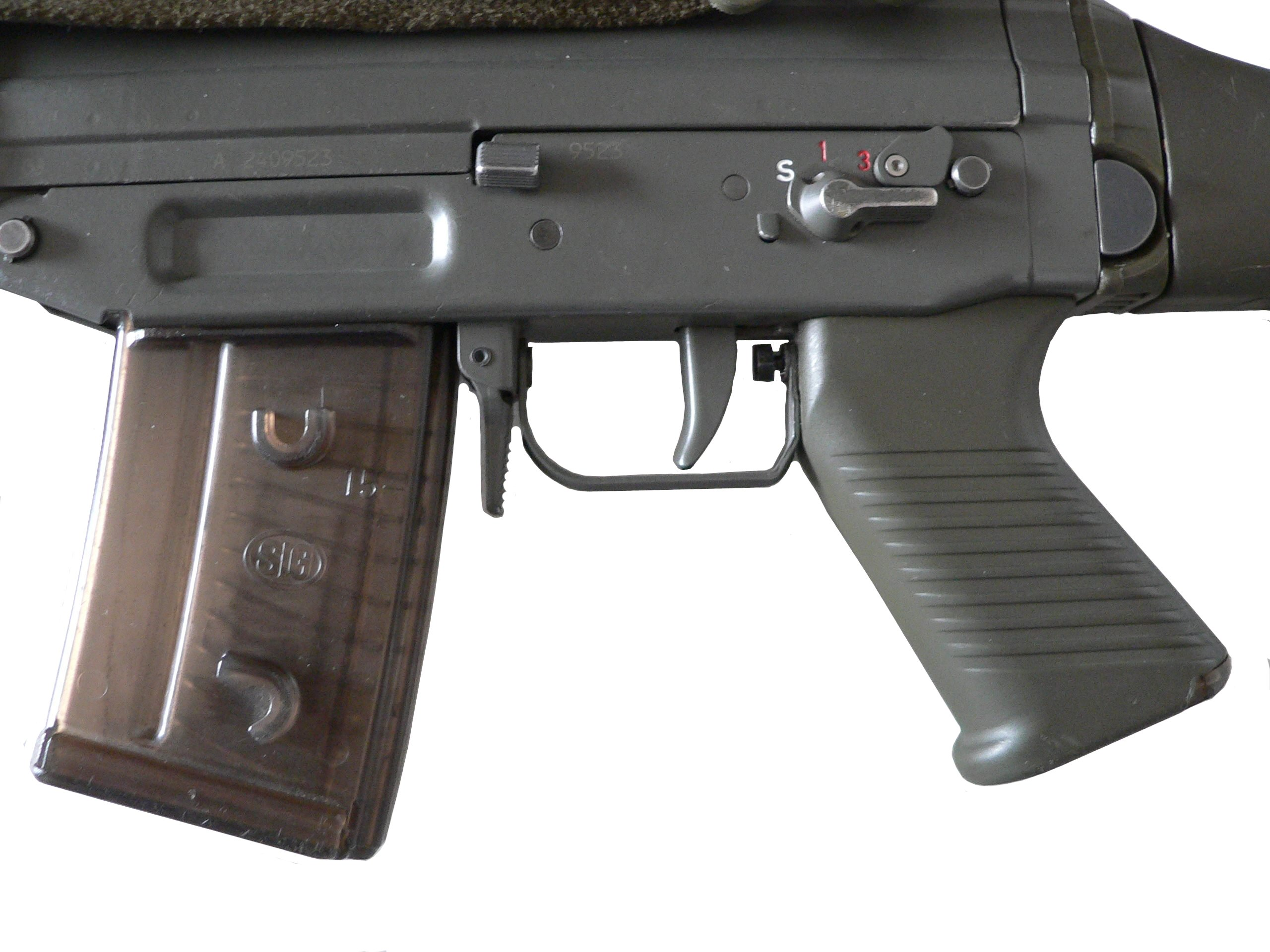
Перевідник вогню на SIG 550 (S — safe — запобіжник, 1 — стрільба одиночними, 3 — стрільба чергами на три набої)

Перевідник вогню — механізм керування автоматичною зброєю, який дозволяє перемикати режими ведення вогню. В залежності від УСМ, такими режимами може бути стрільба одиночними набоями, стрільба фіксованою чергою, довгою чергою, а також різні темпи стрільби. У більшості сучасних зразків він поєднаний з запобіжником і має додаткове положення «вимкнено», у якому задіяно запобіжник.
Можливість вести вогонь в різних режимах дозволяє зберегти ефективність зброї в широкому спектрі тактичних ситуацій.

## Історія
Спроби створення зразків стрілецької зброї, яка здатна вести вогонь в декількох режимах робилися вже наприкінці XIX століття. Однією з перших стала гвинтівка Cei—Rigotti, яка давала можливість вести як одиночний, так і автоматичний вогонь. Один з перших російських автоматів — автомат Федорова — також мав двопозиційний перевідник вогню, притому відокремлені. Пристрій, який дозволяв включити режим стрільби чергами, видавався тільки бійцям, які продемонстрували високий рівень стрілецької підготовки. Аналогічним чином була влаштована і АВС—36.
Кулемет Браунінга M1919A2, який з'явився в період між двома світовими війнами, мав перевідник вогню, який дозволяв вибирати темп стрільби — 350 або 550 пострілів за хвилину. Більш повільний темп стрільби дозволяв знизити ймовірність перегріву ствола.
З появою і широким поширенням індивідуальної автоматичної зброї наприкінці Другої світової, перевідниками вогню стали оснащуватися практично всі популярні моделі: StG-44, AK-47, AR-15, EM-2 та їх наступники.

## Галерея

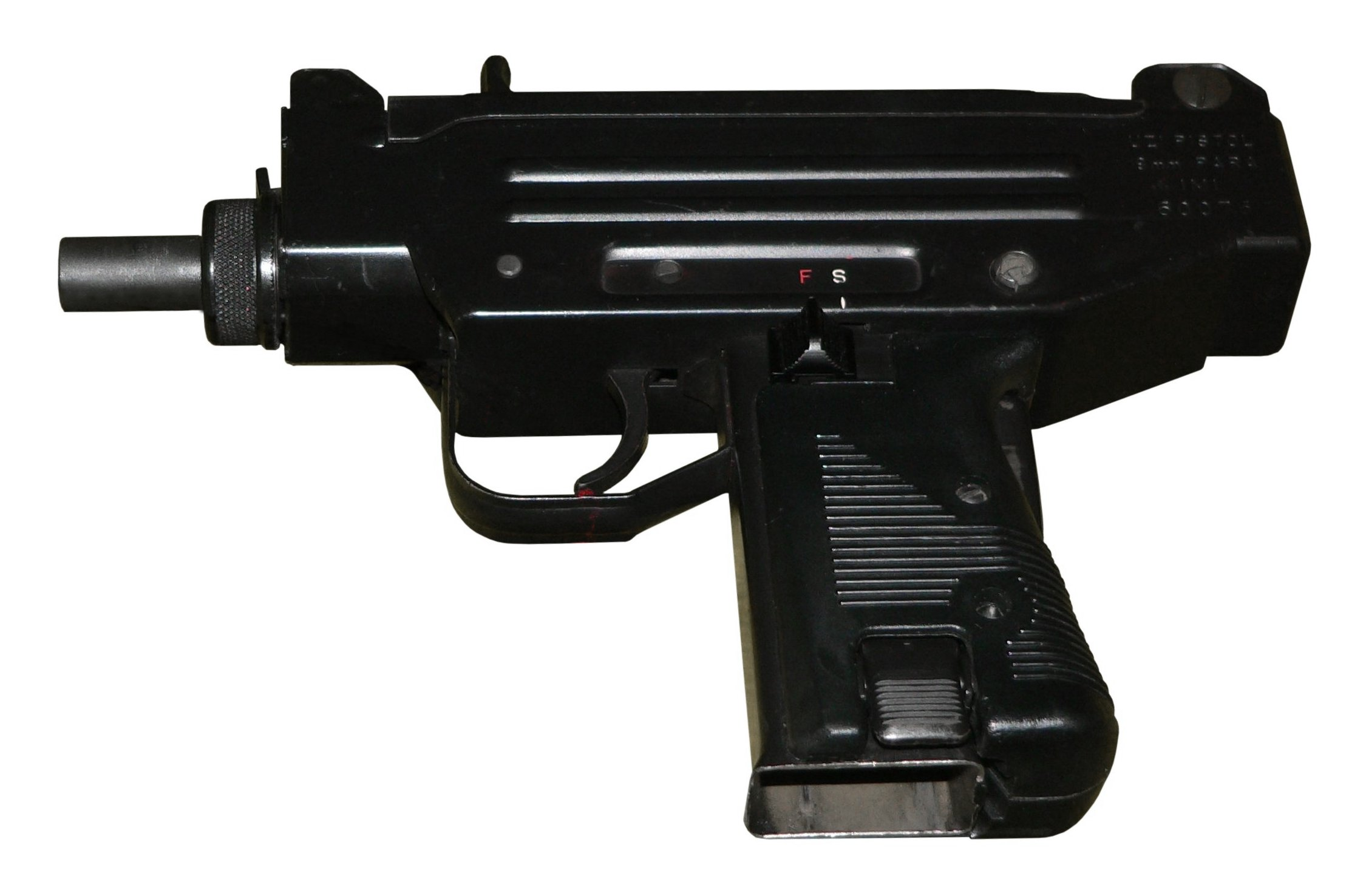
IMI Micro Uzi (S — safe — запобіжник, F — fire — автоматичний вогонь)
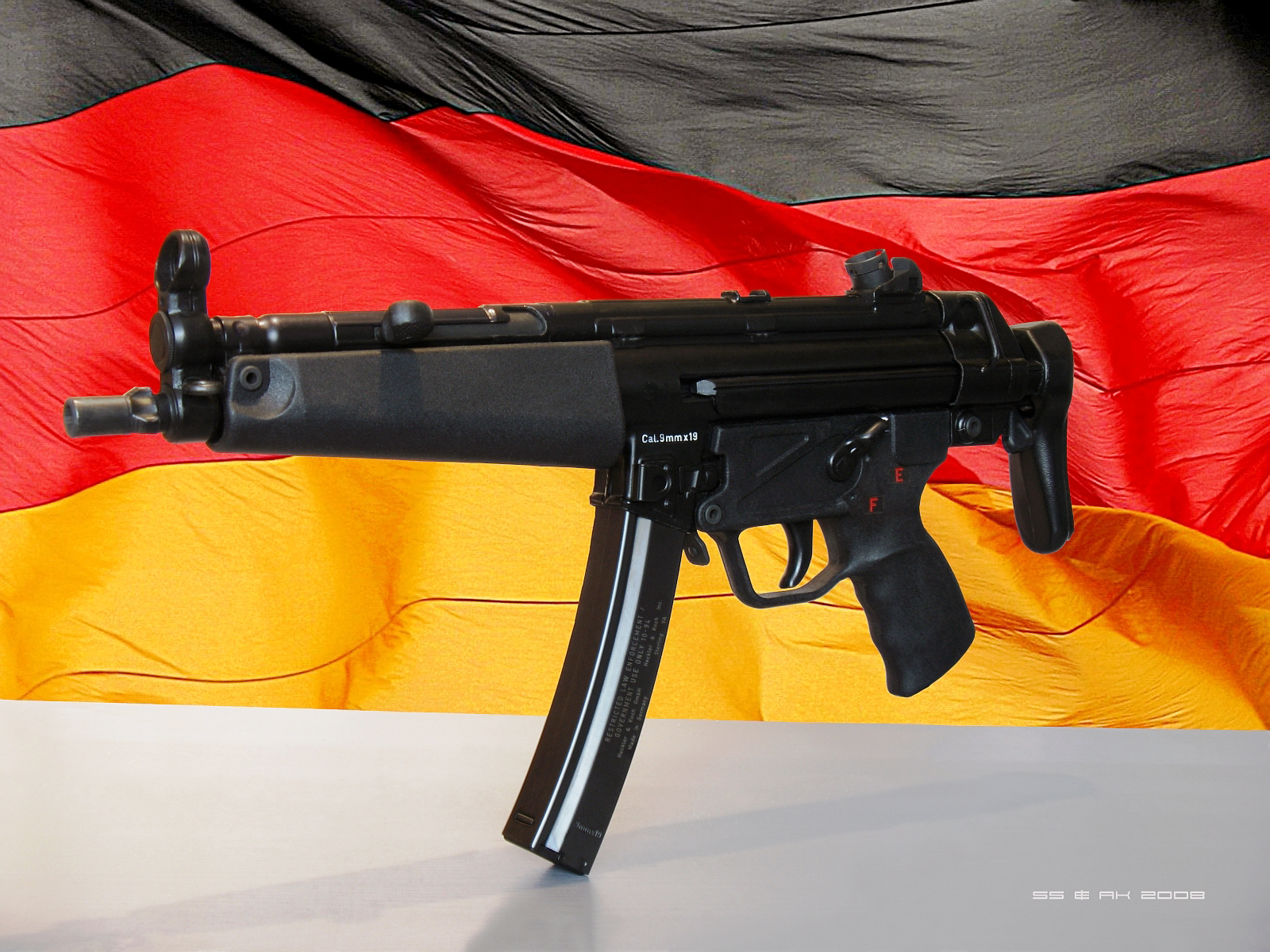
HK MP5 (S — Sicher — запобіжник, E — Einzelfeuer — одиночні, F — Feuer — автоматичний вогонь)
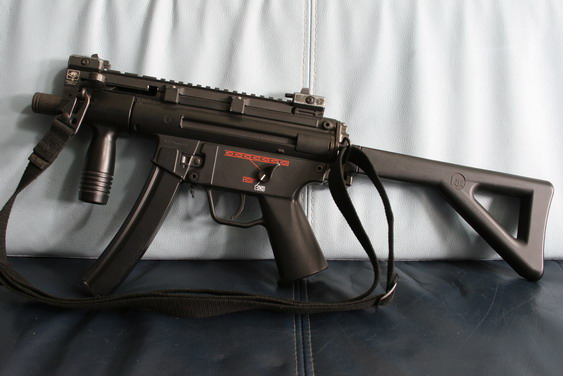
HK MP5K (режими вогню позначені піктограмами)
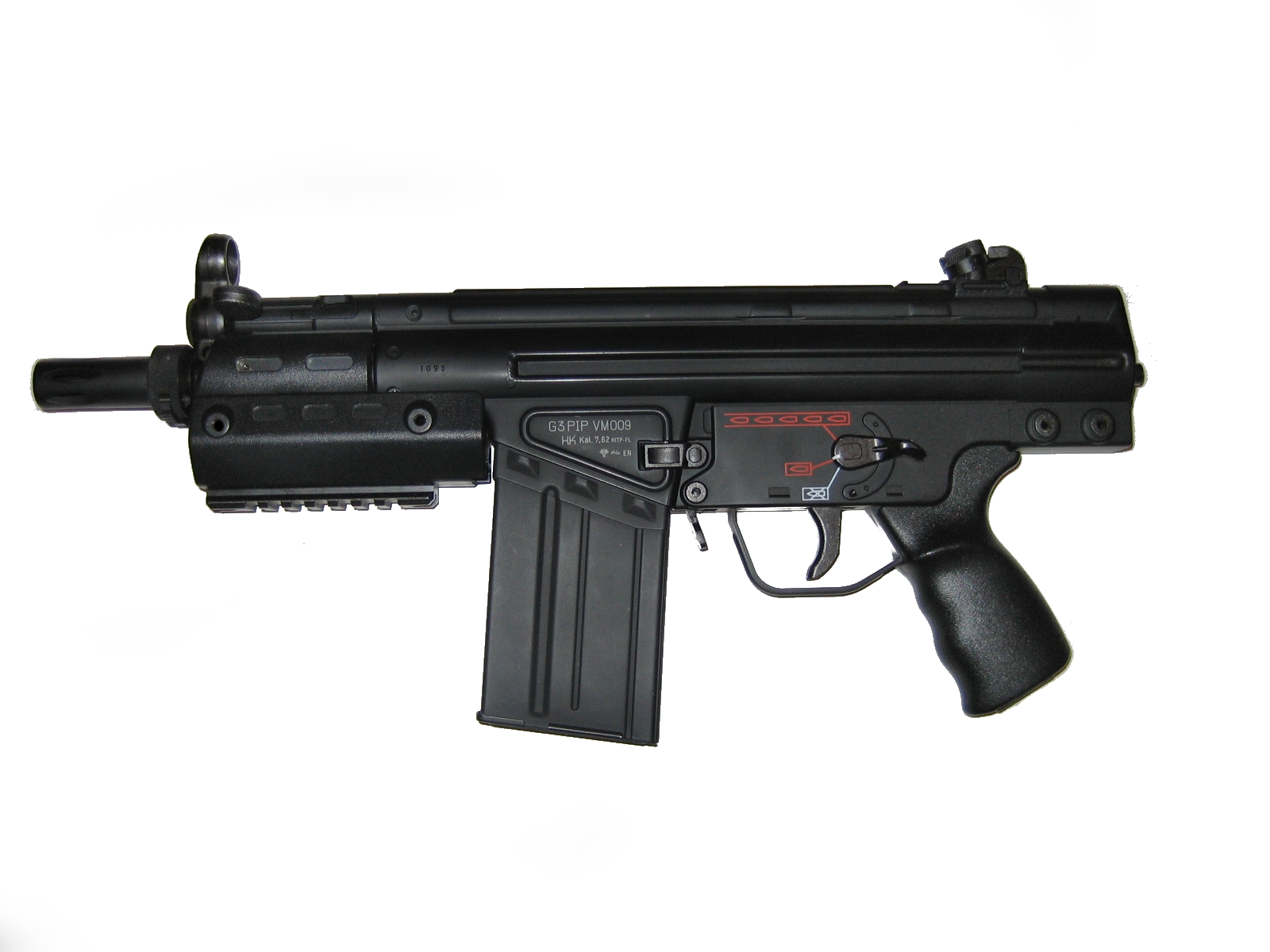
HK G3 SAS
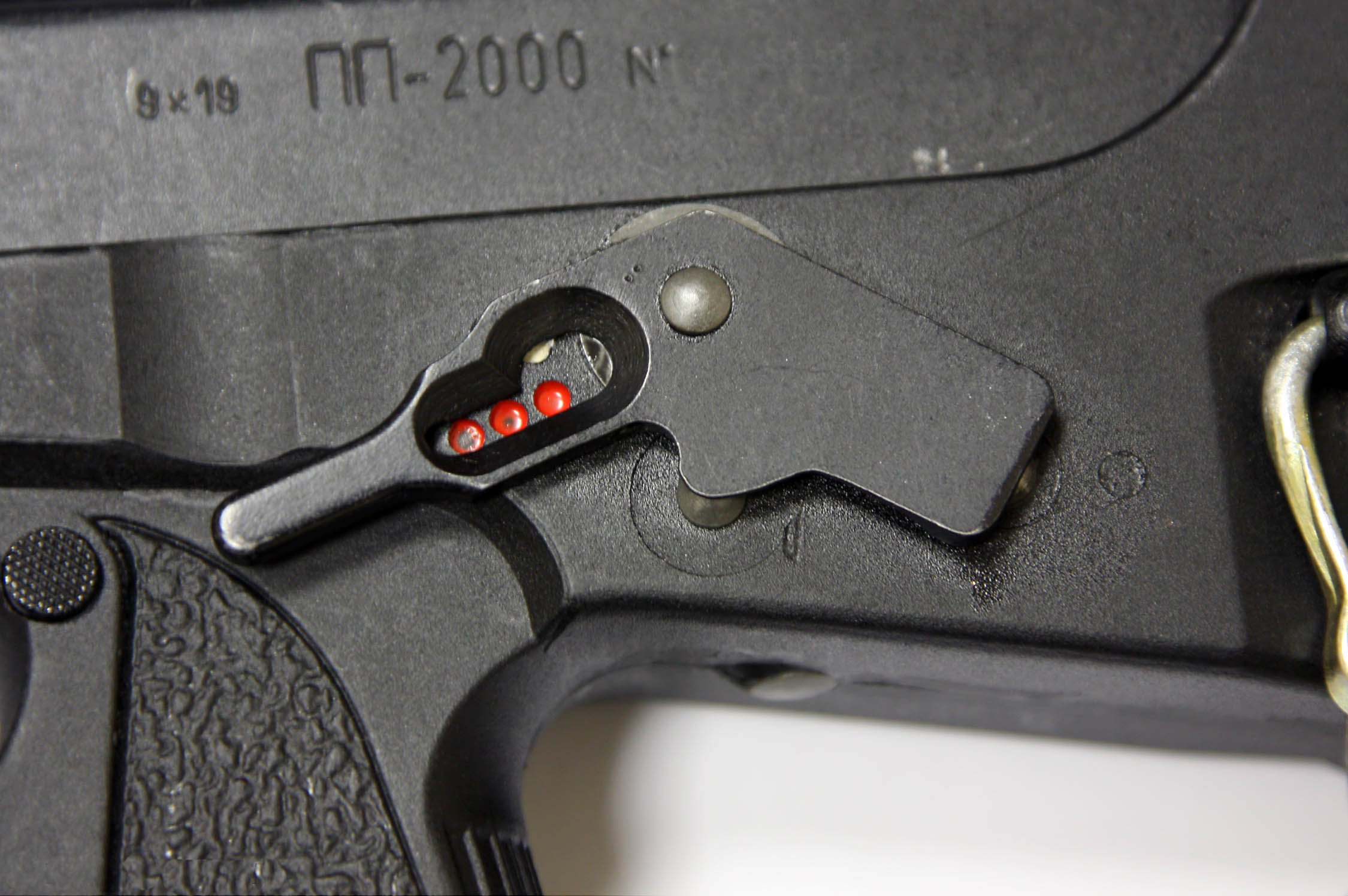
ПП—2000
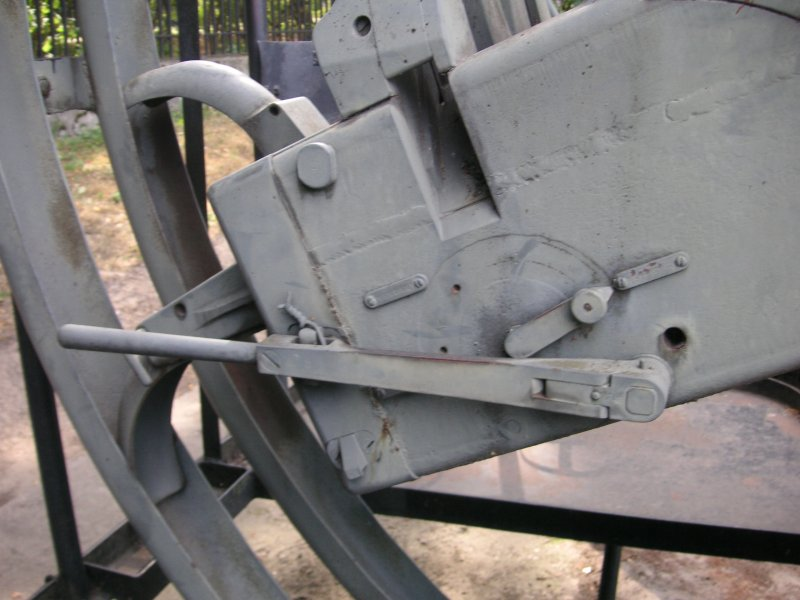
Bofors L60 (зенітна гармата, режими SAFE, SEMI, AUTO[1][2])